# Vyvažovací stroj
Vyvažovací stroje (vyvažovačky) jsou stroje sloužící k vyvažování rotorů. Rozlišujeme je na ty s tuhým, nebo měkkým uložením.

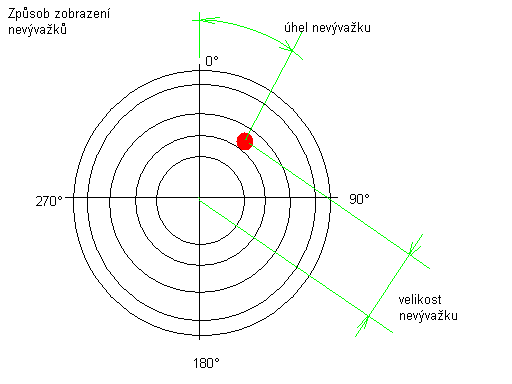
Způsob zobrazení nevyváženosti

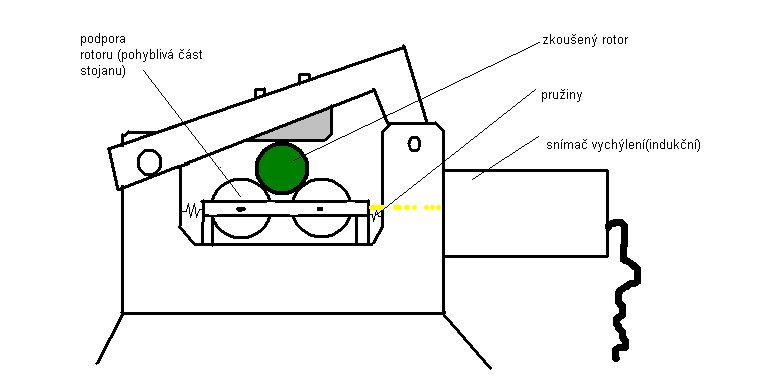
Detail měkkého stojanu

S tuhým uložením jsou obecně méně přesné, ale levnější a rychlejší k použití. Vyvažovací stroje
s měkkým uložením ložisek je obvykle třeba nastavit pro každý rotor zvlášť pomocí zkušebních závaží ve vyvažovacích rovinách, aby se zjistil jejich vliv na (ne)vyváženost rotoru. Odpadá ale nutnost předem zadávat vzdálenosti a poloměry vyvažovacích a tolerančních rovin jako u strojů s tuhým uložením.
Vibrace stojanu měří indukční snímač, který u vyvažovaček s tuhým stojanem je vybaven mechanickým zesilovačem. Poloha rotoru je snímána buď přímo podle motoru, nebo optočidlem na vyvažovaném rotoru. Rotory lopatkových strojů se často zkoušejí ve vakuu pro snížení odporu 
vzduchu. Pohon měřené součásti je realizován kloubovým hřídelem, nebo přetaženým plochým řemenem
(nutnost odečítat polohu přímo na součásti optočidlem – prokluz řemenu). Vyvažování probíhá 
zprvu při nižších otáčkách podle citlivosti stroje, potom se zkouší při provozních.